# Martin John O’Connor

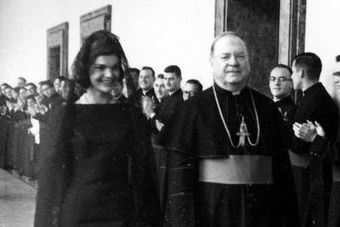
Bischof O’Connor gibt Jacqueline Kennedy während ihres Aufenthalts im Vatikan 1962 das Geleit

Martin John O’Connor (* 18. Mai 1900 in Scranton, Pennsylvania; † 1. Dezember 1986 in Wilkes-Barre) war ein amerikanischer Kurienerzbischof, Diplomat des Heiligen Stuhls und erster Präsident der Päpstlichen Kommission für die sozialen Kommunikationsmittel.

## Leben
Martin John O’Connor war das einzige Kind des Lehrers John O’Connor und dessen Ehefrau Belinda Caffrey. Seine Eltern starben, als er noch jung war. Nach dem Abschluss des St. Thomas College in Scranton und dem Armeedienst im Ersten Weltkrieg ging er nach Rom, wo er Seminarist am Päpstlichen Nordamerika-Kolleg wurde. Am 15. März 1924 empfing er in Rom die Priesterweihe, dort erwarb er auch Doktorgrade in Theologie und Kirchenrecht. Im Jahr 1927 kehrte er nach Scranton zurück und arbeitete als Redakteur und Herausgeber kirchlicher Veröffentlichungen. Von 1934 bis 1943 war er Seelsorger an der Kathedrale von Scranton.
Papst Pius XII. ernannte ihn am 14. November 1942 zum Titularbischof von Thespiae und zum Weihbischof in Scranton. Die Bischofsweihe spendete ihm am 27. Januar 1943 der Bischof von Scranton, William Joseph Hafey; Mitkonsekratoren waren Gerald Patrick Aloysius O’Hara, Bischof von Savannah-Atlanta, und George Leo Leech, Bischof von Harrisburg. Neben seinen Aufgaben als Weihbischof wirkte O’Connor als Seelsorger an der St. Mary’s Church in Wilkes-Barre, bis er im Dezember 1946 wiederum nach Rom berufen wurde, um das während des Zweiten Weltkriegs verlassene Päpstliche Nordamerika-Kolleg neu aufzubauen. Die Einrichtung konnte 1948 wiedereröffnet werden und wurde von ihm bis 1964 geleitet.
Im Januar 1948 berief Pius XII. ihn zum Präsidenten der neugegründeten Päpstlichen Kommission für die sozialen Kommunikationsmittel, daneben stand O’Connor dem Presseamt des Heiligen Stuhls vor. Papst Johannes XXIII. ernannte ihn zum Sekretär für die offiziellen Verlautbarungen im Zuge der Vorbereitung des Zweiten Vatikanischen Konzils. O’Connor nahm an allen vier Sitzungsperioden des Konzils teil, 1963 war er Vorsitzender des Presseausschusses für die zweite Sitzungsperiode des Konzils. 1959 wurde er zum Titularerzbischof von Laodicea in Syria erhoben. Von 1965 bis 1969 war er Nuntius in Malta.
Papst Paul VI. nahm am 8. September 1971 seinen altersbedingten Rücktritt an.
Erzbischof O’Connor zog sich 1979 in die Vereinigten Staaten zurück und starb sieben Jahre später in einem Krankenhaus in Wilkes-Barre im US-Bundesstaat Pennsylvania.